# Äksi
Äksi är en ort i Estland.   Den ligger i landskapet Tartumaa, i den centrala delen av landet, 150 km sydost om huvudstaden Tallinn. Äksi ligger 56 meter över havet och antalet invånare är 453. Den ligger vid sjön Saadjärv.
Terrängen runt Äksi är platt. Runt Äksi är det ganska glesbefolkat, med 21 invånare per kvadratkilometer. Närmaste större samhälle är Dorpat, 16,9 km söder om Äksi. Omgivningarna runt Äksi är en mosaik av jordbruksmark och naturlig växtlighet.